# Музей культури і книги Покуття
Музей культури і книги Покуття — культурно-освітній та просвітницький центр у місті Снятині Івано-Франківської області

## Заснування

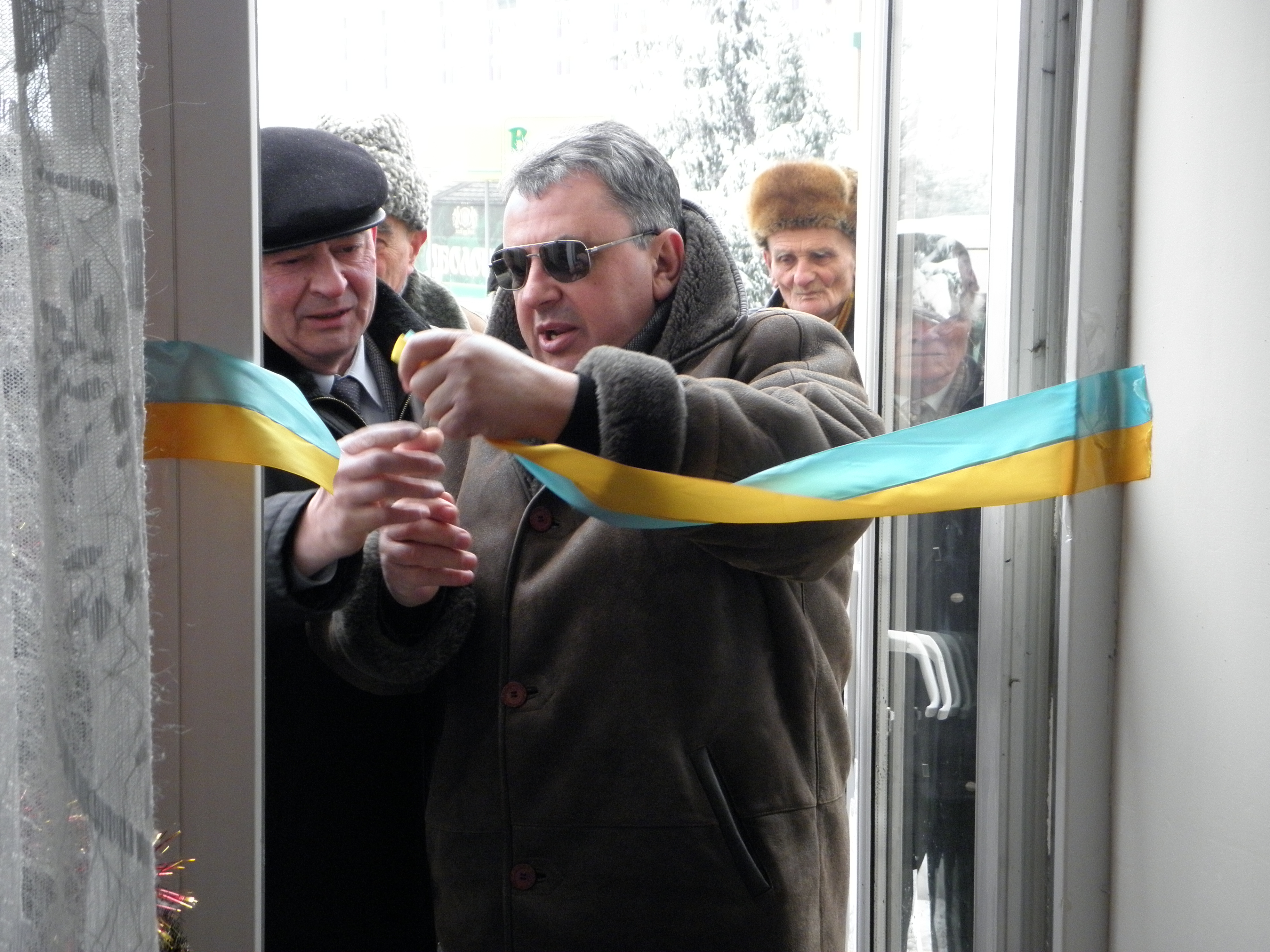
Перерізаємо стрічку

Музей культури і книги Покуття поширює інформацію з книгодрукування, творчого життя письменників Західного регіону, репрезентує книжкові новини, є культурно-освітнім закладом з пропаганди діяльності і виданих книг семи видавництв України, які очолюють вихідці зі Снятинщини. Відкрито 18 грудня 2012 року, напередодні дня Святого Миколая. Профіль музею — літературно-краєзнавчий. Перебуває у підпорядкуванні Міської ради. Знаходиться на першому поверсі будівлі міської ратуші (1909) — пам'ятки архітектури.
Основною метою діяльності музею є збереження літературного надбання краю, згуртування громади міста та мешканців району до відродження славних традицій красного письменства Галичини. Музей плідно співпрацює із освітніми закладами, товариством "Просвіта", іншими музейними установами міста і району. 
Проводяться традиційні свята до Міжнародного дня рідної мови, Всесвітнього дня книги і авторського права, Дня слов‘янської писемності і культури, Дня працівників видавництв, поліграфії і книгорозповсюдження, Дня української писемності та мови.

## Експозиції
Експозиції музею створені за тематичним принципом і відтворюють сторінки історії культури, друкарської та видавничої справи літописного міста Снятина, а разом із фондовим наповненням формують скарбницю снятинського часу.

##### 1. Снятин і українське друкарство

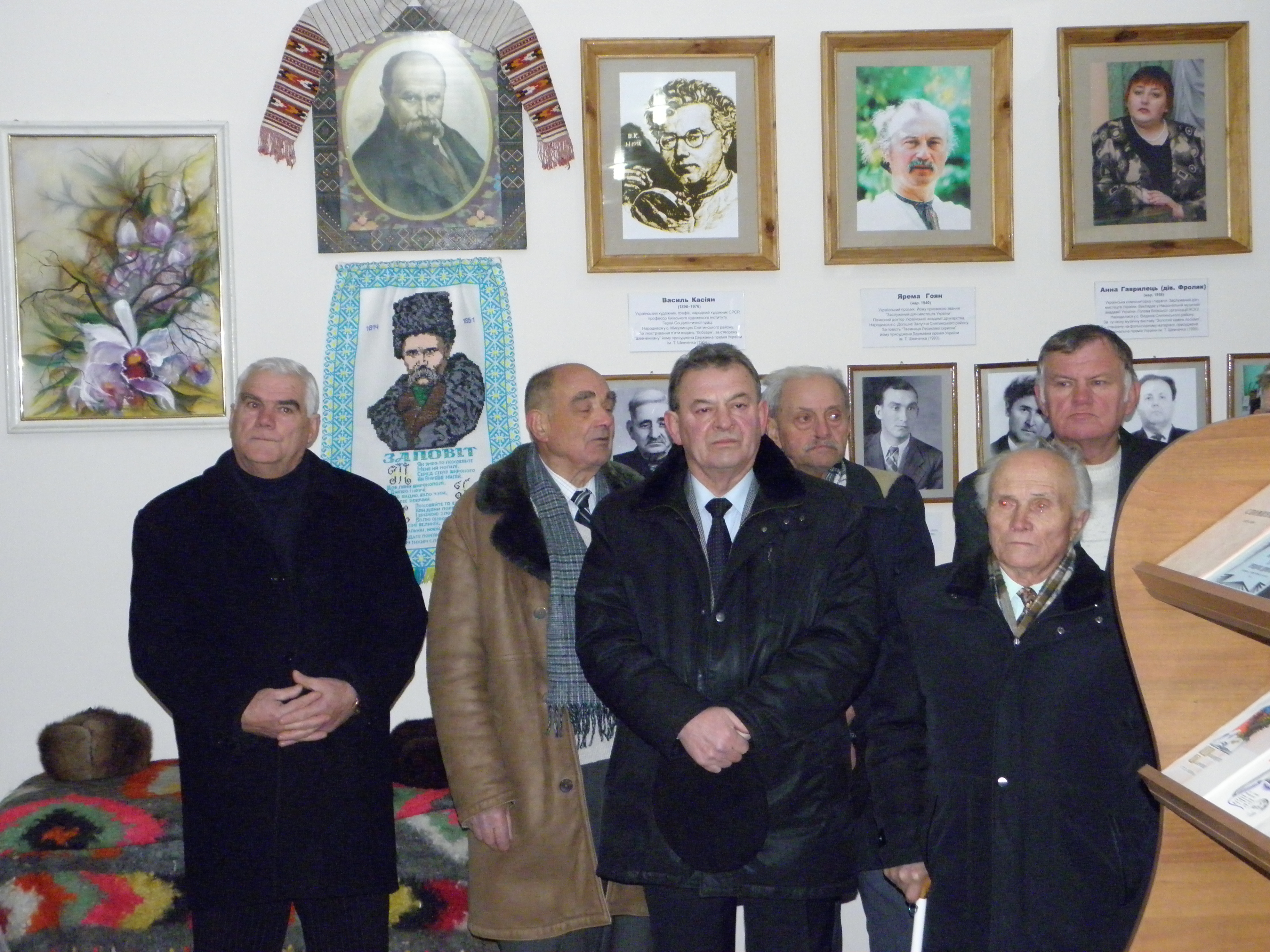
Влада і громадськість

В експозиції показана старовинна церковно-службова книга старослов'янською мовою, яка була у вжитку в церкві міста; світлина друкарні та книгарні Леона Погоріллеса — першого підприємця у друкарській справі в районі, кишенькові календарики в формі книжечки на 1921, 1926, 1933, 1934, 1936 роки, виготовлені кольоровим друком в цій друкарні. Відвідувачі охоче розглядають "Календар «Просвіти» на 1929 рік.
Подаються також брошури і газети видрукувані у Снятині в радянський час.

##### 2. Минуле і сучасне у видавничій і друкованій продукції

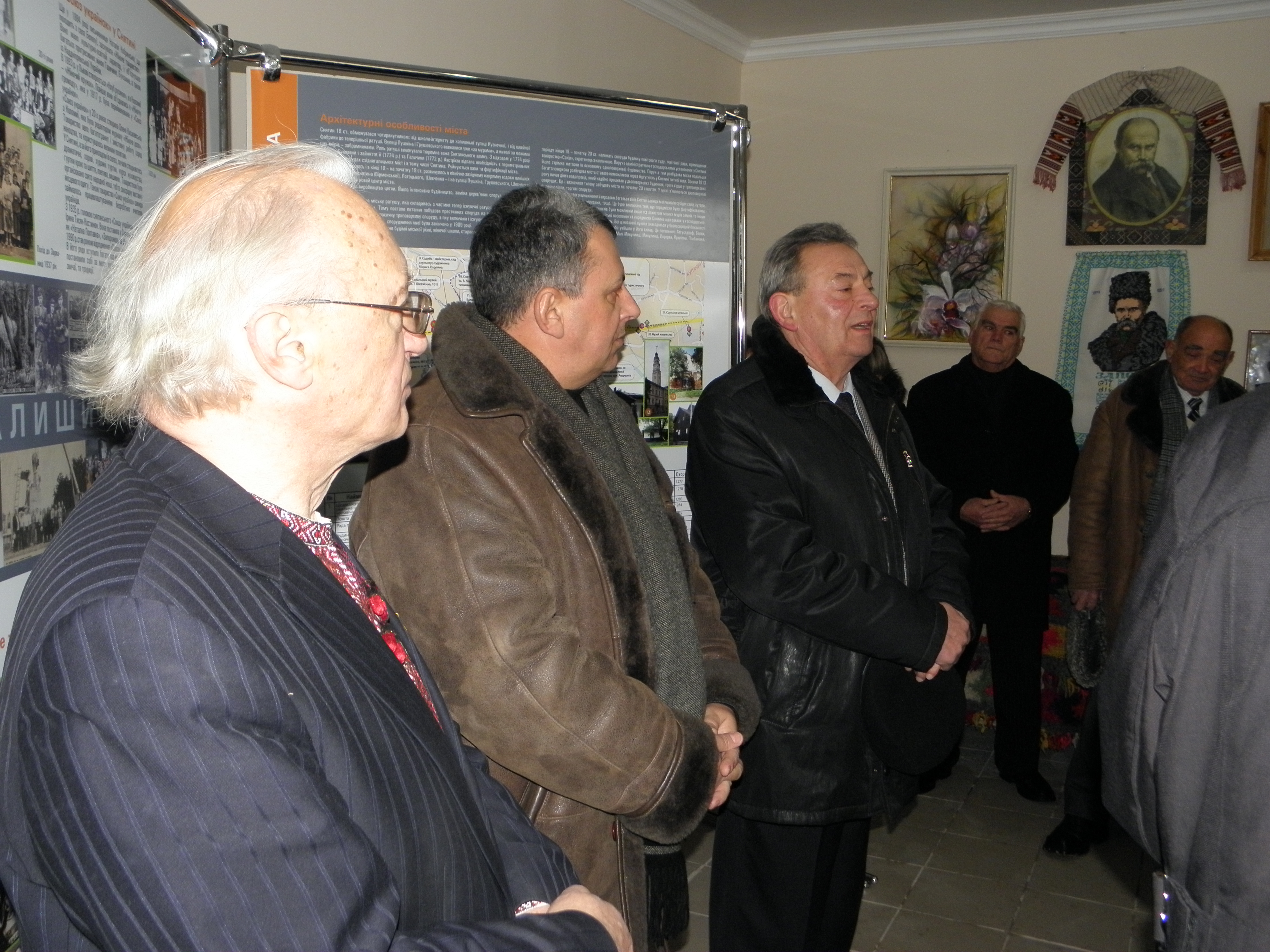
Лауреат Шевченківської премії Ярема Гоян

До особливо цінних фондів музею належать книги Михайла Бажанського «Краса Снятинщини», «Вічно житимуть», «Творчий динамізм патріотизму моїх земляків», «О. Ольжич і його батьки», Ксаверія Мрочка «Снятинщина. Причинки до крайової етнографії».
Відвідувачі мають змогу ознайомитись із 14-ма числами журналу «Снятин». Вони, як і книжки, видані М. Бажанським у Детройті, США. 2004 року журнал «Снятин» відновлений в Україні із збереженням валової нумерації. Засновниками стали Снятинська міська рада і Видавничо-друкарська фірма «ПрутПринт». Побачило світ вже десять чисел журналу.
Гості міста можуть пройтися до прекрасного пам'ятника молодому Михайлові Бажанському.

##### 3. Снятинці— очільники видавничої справи в Україні

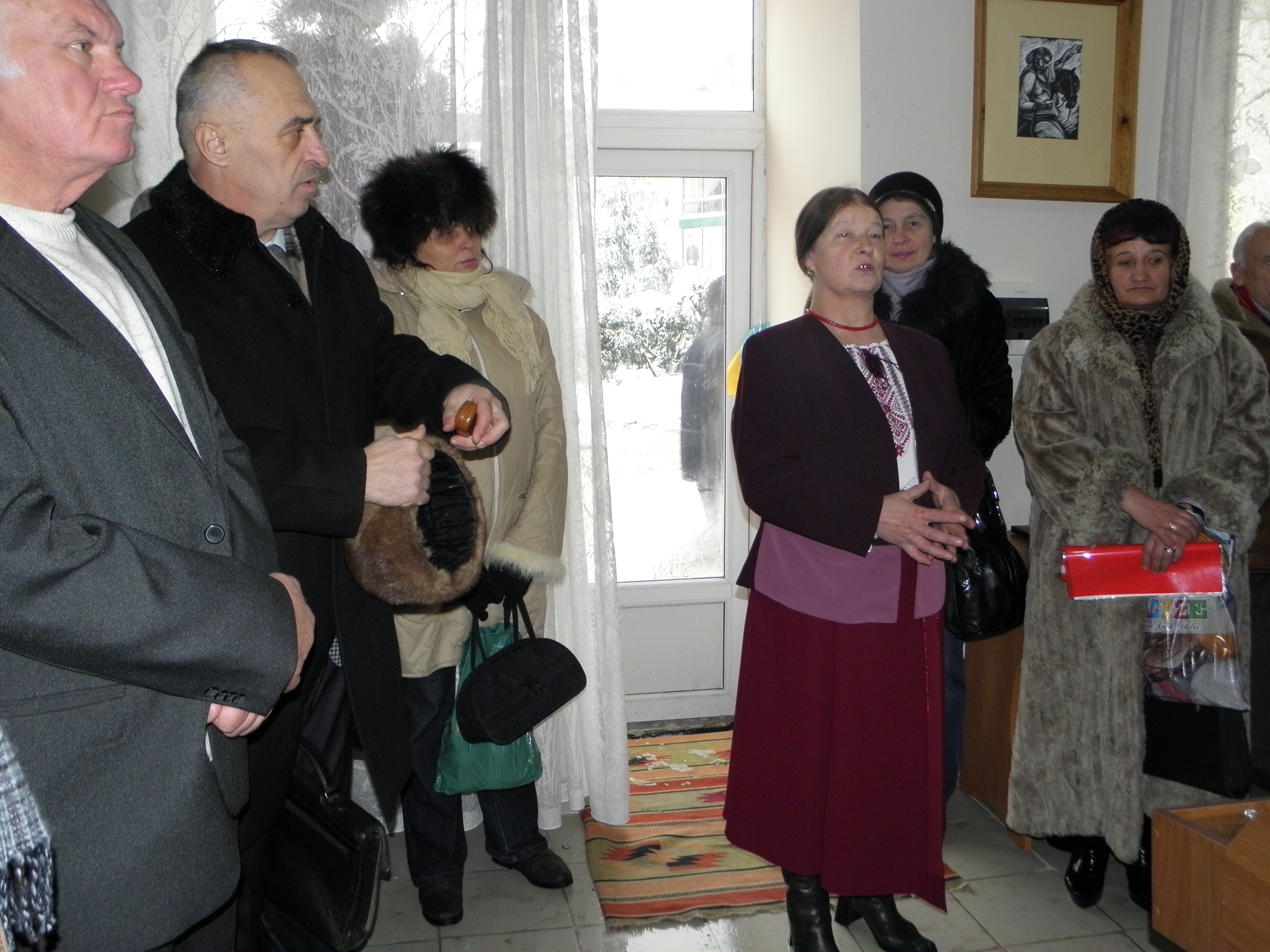
Під час екскурсії

На першому плані розміщені короткі інформаційні довідки про кожне із семи видавництв в Україні, засновниками чи керівниками яких є уродженці зі Снятинського району: Видавництво ім. Олени Теліги (Київ), «Веселка» (Київ), «Світло й Тінь» (Львів), «Смолоскип» (Київ), Видавничий центр «Просвіта» (Київ), Літературна агенція «Піраміда» (Львів), Видавничо-друкарська фірма «ПрутПринт» (Снятин).
На стелажах-вітринах показані найкращі — унікальні книги, якими гордиться кожне видавництво.

##### 4. Багатоетнічне місто

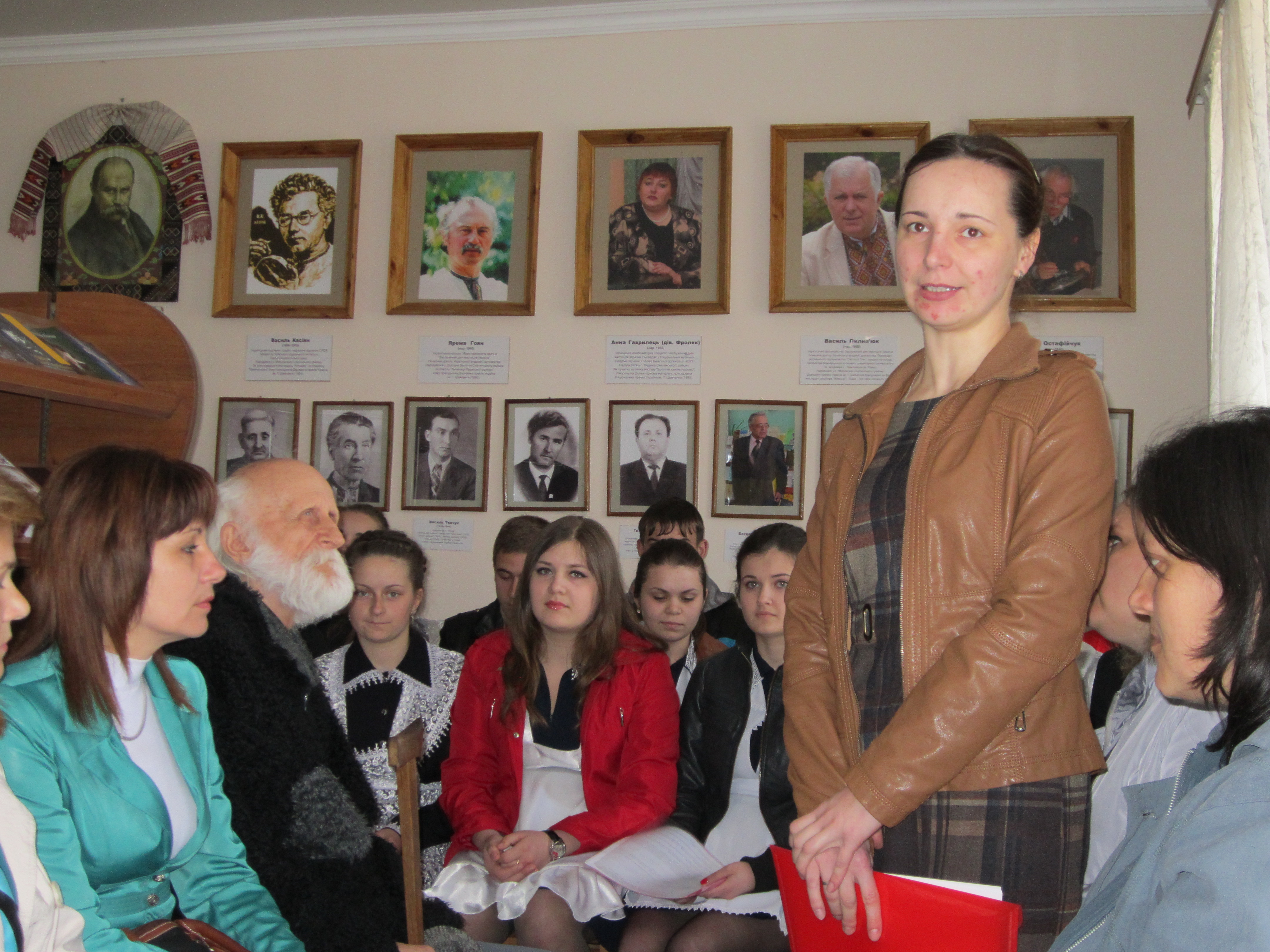
Гімназисти у День рідної мови

«Між собою всі так жили, та й ніхто ніколи не тикав пальцем, що ти такий, такого не було — я не буду з тобою балакати…. Не було ніякої різниці між нами… Баба говорила по-українськи до мене. Але до діда по-польськи… Діда на роботу вже москалі забрали — я з бабою говорив по-українськи…Та й так було, так ми колись жили…То тепер — то все ділимося…». В такому дусі, підтверджуючи розповіді світлинами, які зображені на прекрасно виготовлених стендах, розповідаємо про наше місто.

##### 5. Музеї у просторі міста

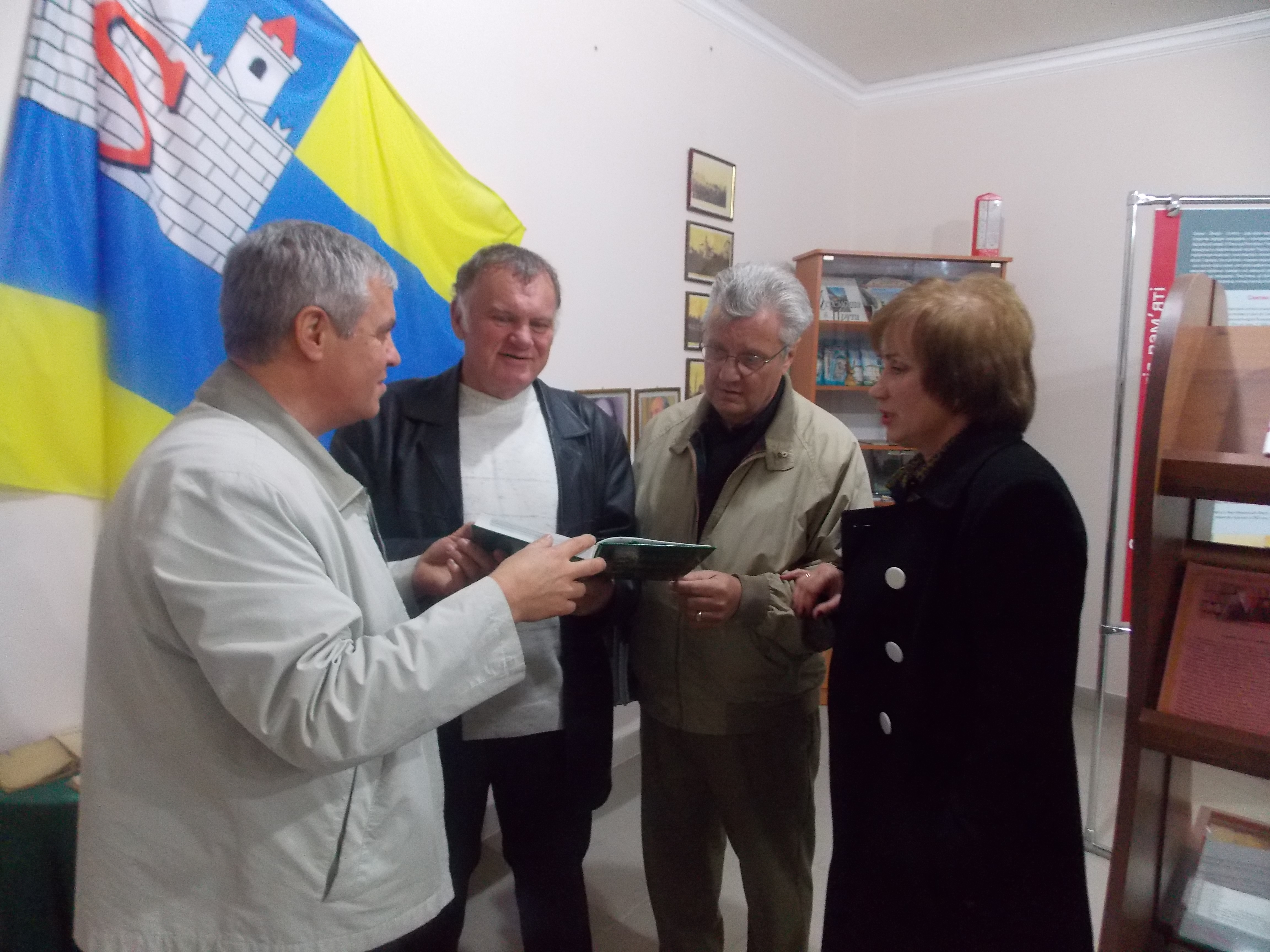
У світлиці історик книги з Києва професор Микола Тимошик

На стендах обширна інформація про музеї міста: Художньо-меморіальний музей Василя Касіяна — біографічна і творча довідка, показано більше десяти його художніх робіт; Музей визвольних змагань ім. Василя Андрусяка, «Грегота-Різуна», полковника ОУН-УПА — історія створення та короткий опис експозиції; Музей Михайла Бажанського — детальна інформація про життєвий і творчий шлях одного із Почесних громадян міста; Покутський художньо-меморіальний музей Ольги Плешкан — відомої народної художниці, племінниці видатного класика української і світової літератури, майстра новели Василя Стефаника.

##### 6. Гордість району— лауреати Шевченківської премії
На великій стіні музею п'ять портретів лауреатів премії ім. Т. Шевченка зі Снятинщини: Василь Касіян — український художник, графік, народний художник СРСР, професор Київського художнього інституту; Ярема Гоян — український прозаїк, заслужений діяч мистецтв України; Анна Гаврилець — українська композиторка і педагог, заслужений діяч мистецтв України, викладач Національної музичної академії України; Василь Пилип‘юк — український фотомайстер, заслужений діяч мистецтв України, професор Львівської національної академії мистецтв; Іван Остафійчук — український художник, графік-ілюстратор.

##### 7. Володимир Хронович— педагог, перший член Спілки письменників на Снятинщині
Народився 1890 у Бродах. Після Першої світової війни (з 1924) народний вчитель, український письменник вчителював у школах сіл Карлів (тепер Прутівка) і Тучапи, працював директором Будилівської школи.
1970 року його приймають у члени Спілки радянських письменників. Можна почитати його книги: «Мамусине серце» (Станіслав, 1961), «Павло Богуш» (Карпати, 1970), «Мамусине серце» (Веселка,1994) й ін. Зберігаються його особисті речі. Помер 1973 року, похований на снятинському цвинтарі.

##### 8. Покуття літературне

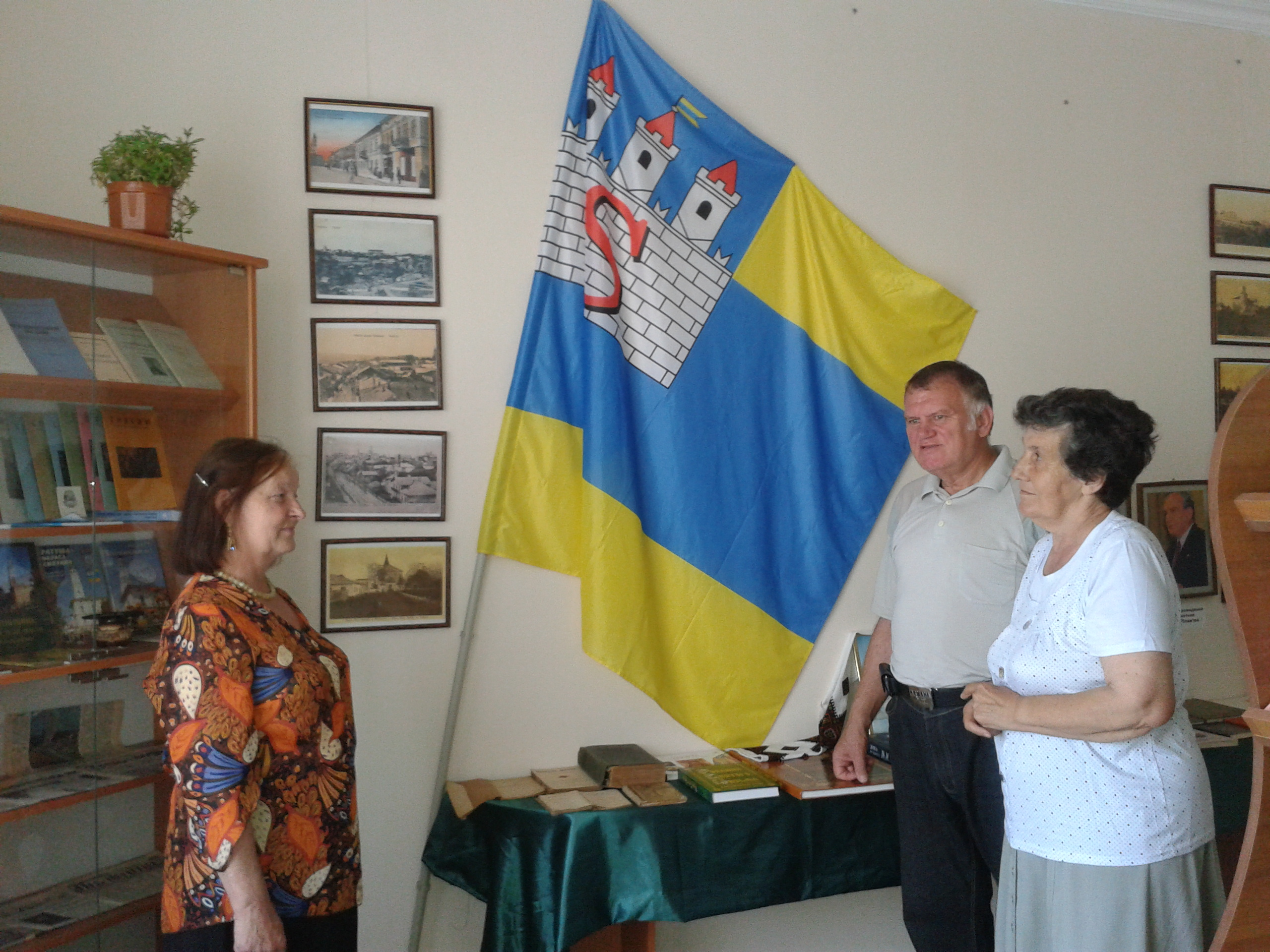
Зустріч з Надією Самуляк, 2013

В експозиції твори Іллі Киріяка, Олекси Гай-Головка, Дмитра Прокопа, Петра Зварича, Томи Кобзея, Осипа Зінкевича, Михайла Андрейчука, видані у США та Канаді, а також Михайла і Марії Гоянів з Австралії.
Окремі вітрини займають книги голови районної «Просвіти» Мирослава Попадюка та нові книжки поетів і письменників з Покуття.

## Практична інформація
Музей працює у середу і п‘ятницю з 10 до 13 год., у неділю з 13 до 15 год.

## Як нас знайти
- Музей розташований в будинку міської ратуші старовинного покутського міста Снятина, якому виповнилось 850 років.
- поштова адреса: вул. Шевченка, 70, м. Снятин 78300